# Henry Allard

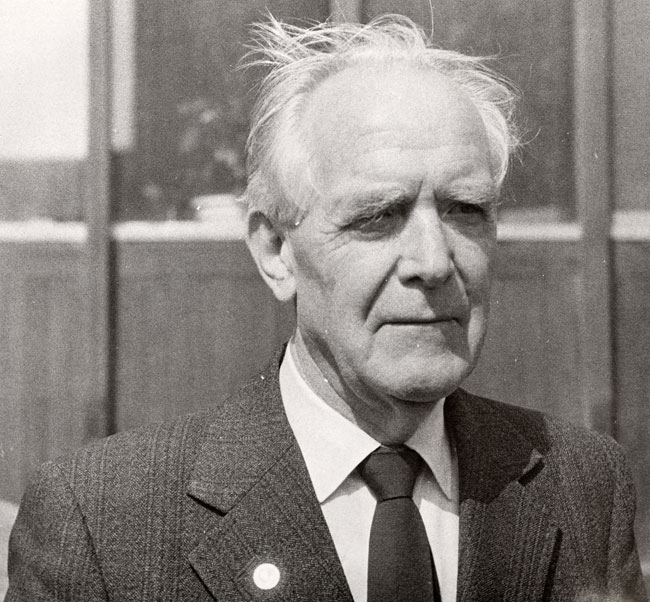
Henry Allard em Örebro, 1 de maio de 1984.

Karl Åke Henry Allard (21 de novembro de 1911 - 23 de outubro de 1996) foi um político sueco (social-democrata).  Ele foi um membro do Riksdag de 1943 até 1979. Ele foi Presidente da segunda câmara do Parlamento Sueco de 1969 até 1970, e tornou-se o primeiro presidente do Parlamento unicameral em 1971, cargo que ocupou até 1979.